# Georg Matthias Burger

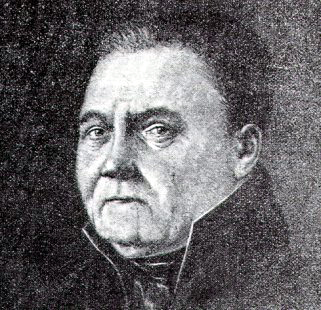
Georg Matthias Burger (1750–1825)

Georg Matthias Burger (* 19. Januar 1750 in Dittenheim bei Gunzenhausen; † 2. April 1825 in Nürnberg) war ein deutscher Mystiker und Hersteller astronomischer Geräte.

## Leben und uhrmacherische Leistung
Georg Matthias Burger stammte aus Dittenheim, heute eine Gemeinde im Landkreis Weißenburg-Gunzenhausen. Burger ließ sich als gelernter Bäcker in Nürnberg nieder. Dort wurde er aufgrund einer an seinem Haus angebrachten Rose als Rosenbäcker bekannt. Aus seinem Interesse an der Mathematik und Mechanik begann er nebenbei, mechanische Modelle anzufertigen und Uhren zu reparieren. Durch diese Tätigkeit kam er in Kontakt mit dem Pfarrer Philipp Matthäus Hahn (1739–1790) und dessen Brüdern, den Uhrmachern David (1747–1814) und Gottfried Hahn (1749–1827).
Burger heiratete am 25. Oktober 1790 Susanna Walburg Trinklein, mit der er einen Sohn und eine Tochter hatte. Nach dem Tod seiner Frau 1799 heiratete er deren Schwester Margarete Barbara Trinklein, mit der er nochmals drei Söhne und eine Tochter zeugte.
Burger stellte Sonnenuhren her und fertigte mechanische Erd- und Himmelsgloben, die von Uhrwerken angetrieben wurden. Darüber hinaus schuf er ein kopernikanisches Planetarium, das die Bewegungen der Planeten und ihrer Monde zeigte.